# USS Waters (DD-115)
USS Waters (DD-115/ADP-8) là một tàu khu trục thuộc lớp Wickes của Hải quân Hoa Kỳ trong giai đoạn Chiến tranh Thế giới thứ nhất, sau được cải biến thành tàu vận chuyển cao tốc với ký hiệu lườn APD-8 trong Chiến tranh Thế giới thứ hai. Nó là chiếc tàu chiến đầu tiên của Hải quân Hoa Kỳ được đặt tên theo Daniel Waters (1731–1816), một sĩ quan thuộc Hải quân Lục địa và Hải quân Hoa Kỳ.

## Thiết kế và chế tạo
Waters được đặt lườn vào ngày 26 tháng 7 năm 1917 tại xưởng tàu của hãng William Cramp & Sons ở Philadelphia, Pennsylvania. Nó được hạ thủy vào ngày 3 tháng 3 năm 1918, được đỡ đầu bởi cô Mary Borland Thayer, và được đưa ra hoạt động tại Xưởng hải quân Philadelphia vào ngày 8 tháng 8 năm 1918 dưới quyền chỉ huy của Hạm trưởng, Thiếu tá Hải quân Charles F. Russell.

## Lịch sử hoạt động

### Thế Chiến I và sau đó
Cho dù chỉ tham gia Chiến tranh Thế giới thứ nhất vào giai đoạn kết cuộc, Waters vẫn kịp thực hiện hai chuyến đi khứ hồi đến quần đảo Anh Quốc và một chuyến đến Azores trước khi có thỏa thuận Ngừng bắn với Đức vào tháng 11 năm 1918. Vào ngày 11 tháng 8, nó gia nhập một đoàn tàu vận tải tại Tompkinsville, New York, rồi khởi hành đi Anh; hộ tống chúng đến Devenport an toàn vào ngày 23 tháng 8, rồi lại lên đường bốn ngày sau đó hộ tống bốn tàu buôn quay trở về nhà. Chiếc tàu khu trục đưa đoàn tàu nhỏ về đến New York vào ngày 6 tháng 9, và sau ba ngày nghỉ ngơi lại lên đường hướng đến Ireland. Mười một ngày sau, nó đi vào cảng Buncrana, ở lại đây trong tám ngày trước khi lại ra khơi. Vào ngày 8 tháng 10, Waters về đến New York, thực hiện chuyến đi đến Newport, Rhode Island từ ngày 31 tháng 10 đến ngày 1 tháng 11, và ở lại đây cho đến khi khởi hành vào ngày 4 tháng 11 cùng một đoàn tàu vận tải bao gồm mười một tàu buôn hướng đến Azores. Waters và các tàu cùng đi vẫn còn cách Ponta Delgada ba ngày đường vào ngày 11 tháng 11 năm 1918, khi có tin tức về việc ngừng bắn giúp kết thúc xung đột tại Châu Âu. Nó đi vào cảng thuộc hòn đảo của Bồ Đào Nha cùng đoàn tàu vào ngày 14 tháng 11. Tám ngày sau, Waters hướng về phía Tây và về đến New York vào ngày 28 tháng 11.
Chiếc tàu khu trục ở lại New York để sửa chữa cho đến giữa tháng 1 năm 1919. Vào ngày 15 tháng 1, nó ra khơi cho một chuyến đi khác đến Azores. Waters ở lại Ponta Delgada từ ngày 21 tháng 1 đến ngày 17 tháng 2, khi nó lên đường quay trở về Hoa Kỳ. Nó về đến Boston vào ngày 25 tháng 2, và đi đến Philadelphia vào đầu tháng 3 cho một loạt các cuộc sửa chữa khác. Vào ngày 3 tháng 4, nó khởi hành cho một chuyến đi ngắn ngang qua New York để đi đến vịnh Guantánamo, Cuba. Chiếc tàu khu trục quay trở về New York vào ngày 14 tháng 4 và ở lại đây cho đến cuối tháng.
Vào ngày 1 tháng 5, nó rời cảng cùng với Craven, Dent, Hopewell, Philip Roger và Stockton, một phần của lực lượng tàu khu trục làm nhiệm vụ cột mốc dẫn đường cho chuyến bay vượt đại dương đầu tiên của các thủy phi cơ hải quân. Sau khi dừng qua đêm tại vịnh Trepassey Newfoundland ngày 4-5 tháng 5, Waters thả neo ngoài khơi Santa Cruz thuộc quần đảo Azores vào ngày 10 tháng 5. Đến ngày 17 tháng 5, nó khởi hành lúc 06 giờ 43 phút và đi đến địa điểm cột mốc được phân công giữa các đảo Corvo và Plores lúc 07 giờ 50 phút, chờ đợi sự xuất hiện của ba chiếc thủy phi cơ đang thực hiện chuyến bay. Cuối cùng lúc khoảng 11 giờ 12 phút, thủy thủ đoàn nghe thấy tiếng động cơ của NC-4, chiếc duy nhất trong số ba chiếc thủy phi cơ thực hiện thành công chuyến bay, khi nó bay ngang bên trên.
Xế trưa hôm đó, nó rời vị trí để tìm kiếm chiếc NC-1 vốn bị buộc phải đáp xuống nước. Trong quá trình tìm kiếm, nó nhận được tin chiếc thủy phi cơ NC-3 cũng bị mất tích trong sương mù. Xế trưa ngày hôm sau, nó nhận được tin đã tìm thấy NC-1 và đội bay được chiếc Ionia cứu vớt; vì vậy Waters quay trở về nơi neo đậu tại Santa Cruz. Sáng sớm ngày hôm sau, nó nhổ neo để tham gia cuộc tìm kiếm NC-3, nhưng nhanh chóng được tin người ta đã trông thấy chiếc thủy phi cơ trên mặt nước ngoài khơi Ponta Delgada và đang tự di chuyển bằng chính động cơ của nó để đi vào cảng. Cùng ngày hôm đó 19 tháng 5, chiếc tàu khu trục rời quần đảo Azores để đi về Newport, Rhode Island, đến nơi vào ngày 23 tháng 5.
Chiếc tàu khu trục hoạt động ngoài khơi Newport và New York cho đến giữa tháng 7. Nó nằm trong số các tàu khu trục hộ tống cho Pennsylvania ra khơi vào ngày 8 tháng 7, khi Bộ trưởng Hải quân Josephus Daniels lên chiếc thiết giáp hạm để đón chiếc George Washington ngoài khơi New York và chào mừng Tổng thống Woodrow Wilson khi ông quay trở về nhà sau các cuộc thương lượng hòa bình tại châu Âu. Vào ngày 14 tháng 7, Waters khởi hành từ New York, đi ngang Hampton Roads và kênh đào Panama để đi sang vùng bờ Tây Hoa Kỳ. Đi đến San Diego vào ngày 5 tháng 8, sau sáu tuần lễ hoạt động bao gồm một chuyến đi đến quần đảo Hawaii, nó được đưa về lực lượng dự bị tại San Diego vào ngày 21 tháng 9 năm 1919.

#### Thập niên 1920
Waters được đưa ra khỏi thành phần dự bị vào ngày 24 tháng 2 năm 1920, và di chuyển đến Bremerton, Washington, nơi nó trải qua cuộc đại tu kéo dài chín tháng nhằm chuẩn bị để hoạt động thường trực trở lại. Đang khi neo đậu tại Puget Sound, Hải quân áp dụng hệ thống đánh số lườn tàu, và Waters mang ký hiệu lườn DD-115 vào ngày 17 tháng 7 năm 1920. Nó hoàn thành việc tân trang vào ngày 30 tháng 11, và quay trở lại San Diego vào cuối tuần thứ nhất của tháng 12.
Trong những tháng đầu năm 1921, nó hoạt động như một đơn vị của Đội X, một đơn vị được tổ chức đặc biệt vốn bao gồm cả Dorsey và Dent trong khi chờ đợi việc tái thành lập toàn bộ Đội khu trục 14. Trong tháng 1 và tháng 2, nó thực hiện một chuyến đi đến Trung và Nam Mỹ, dừng lại tại vùng kênh đào Panama trên đường đi xuống phía Nam, viếng thăm Valparaíso và vịnh Mejillones thuộc Chile trong hai tuần đầu của tháng 2, rồi quay trở lại Panama trong chín ngày cho một cuộc tập trận cùng hạm đội. Vào ngày 23 tháng 2, nó lên đường quay trở về nhà, và sau khi viếng thăm Costa Rica và El Salvador, về đến San Diego vào ngày 11 tháng 3.
Waters tiếp tục ở lại đây cho đến ngày 21 tháng 6, khi nó khởi hành đi lên phía Bắc, và sau các chặng dừng tại San Pedro và Mare Island, đi đến Bremerton, Washington vào ngày 27 tháng 6, được chuẩn bị tại Xưởng hải quân Puget Sound để làm nhiệm vụ tại Viễn Đông. Gần một tháng sau, nó quay về phía Nam đến San Francisco, nơi nó khởi hành đi Viễn Đông vào ngày 21 tháng 7. Sau các chặng dừng tại Trân Châu Cảng, Midway và Guam, Waters tiến vào vịnh Manila vào ngày 24 tháng 8, và trình diện để hoạt động cùng Hạm đội Á Châu tại Xưởng hải quân Cavite.
Chiếc tàu khu trục ở lại khu vực phụ cận Luzon trong hầu hết lượt hoạt động của nó tại Viễn Đông. Nó thường xuyên viếng thăm Olongapo và Manila, tiến hành huấn luyện tác chiến và thực hành ngư lôi ngoài khơi bờ biển Tây Bắc của hòn đảo trong vịnh Lingayen. Vào ngày 3 tháng 6 năm 1922, nó rời Philippines hướng lên phía Bắc cho chuyến đi thường lệ hàng năm của Hạm đội Á Châu đến vùng biển Trung Hoa. Nó đi đến Thượng Hải ba ngày sau đó, và trong bảy tuần lễ còn lại của lượt hoạt động tại Viễn Đông, đã viếng thăm các cảng Trung Hoa như Yên Đài và Tần Hoàng Đảo.
Vào ngày 25 tháng 8, chiếc tàu chiến nhổ neo rời Yên Đài để quay về Hoa Kỳ. Nó ghé qua Nagasaki ở Nhật Bản, Midway và Trân Châu Cảng trên đường về San Francisco, và đến nơi vào ngày 3 tháng 10. Sau một tuần lễ được sửa chữa tại Xưởng hải quân Mare Island, Waters đi xuống phía Nam, và sau khi đến San Diego vào ngày 23 tháng 10, được chuẩn bị để cho ngưng hoạt động. Vào ngày 28 tháng 12 năm 1922, Waters được cho xuất biên chế tại đây và neo đậu tại căn cứ tàu khu trục.

#### Thập niên 1930
Vào ngày 4 tháng 6 năm 1930, sau hơn bảy năm bị bỏ không, Waters được cho nhập biên chế trở lại tại San Diego dưới quyền chỉ huy của Hạm trưởng, Thiếu tá Hải quân Conrad Ridgely. Sau một tháng được tân trang, nó bắt đầu hoạt động dọc theo vùng bờ Tây vào ngày 18 tháng 7, và tiếp tục hoạt động thường lệ này trong 18 tháng tiếp theo. Vào ngày 1 tháng 2 năm 1932, nó rời vùng bờ Tây lần đầu tiên kể từ khi quay về từ Viễn Đông vào năm 1922, và đi đến Lahaina Roads thuộc quần đảo Hawaii vào ngày 12 tháng 2 để tham gia một cuộc thực tập đổ bộ như một đơn vị của lực lượng bảo vệ chống tàu ngầm. Chiếc tàu khu trục trải qua hầu hết thời gian tại Lahaina Roads, cho dù cũng có những chuyến viếng thăm ngắn đến Oahu và Hilo.
Waters quay trở về San Diego vào ngày 21 tháng 3, tiếp nối các hoạt động thường lệ cho đến cuối tháng 1 năm 1933. Vào ngày 24 tháng 1, nó đi đến Mare Island nơi nó được đưa về Hải đội Dự bị Luân phiên 20, và trải qua sáu tháng tiếp theo hầu như nằm in, neo đậu tại bến tàu ở Mare Island với một thủy thủ đoàn bị cắt giảm đáng kể. Đến đầu tháng 7 năm 1933, nó quay trở lại biên chế hiện dịch như một đơn vị của Đội khu trục 5, Hải đội Khu trục 2 trực thuộc Lực lượng Chiến trận. Nó rời Mare Island vào ngày 10 tháng 7, đi đến San Diego hai ngày sau đó, và tiếp nối các hoạt động thường lệ dọc theo vùng bờ Tây. Sau hơn tám tháng hoạt động, nó khởi hành từ San Diego vào ngày 9 tháng 4 năm 1934 cho một hành trình dài sang Đại Tây Dương.
Waters đi đến Balboa, Panama vào ngày 22 tháng 4, băng qua kênh đào ba ngày sau đó, và neo đậu qua đêm tại Cristobal. Vào ngày 5 tháng 5, nó lên đường thực tập tác xạ tại đảo Culebra gần Puerto Rico. Trong ba tuần lễ tiếp theo, nó tham gia các cuộc cơ động gắn liền với Vấn đề Hạm đội XV, một cuộc tập trận ba giai đoạn bao gồm một đợt tấn công và phòng thủ kênh đào Panama, chiếm đóng các căn cứ phía trước, và một trận đụng độ hạm đội lớn. Đến ngày 25 tháng 5, chiếc tàu khu trục chuyển hướng về phía Bắc đi Rhode Island. Sau một chặng dừng tại thành phố New York, nó đi đến Newport vào ngày 6 tháng 7, rồi tiến hành các cuộc thực tập chiến thuật ngoài khơi Newport trong hai tháng.
Vào ngày 7 tháng 9, Waters nó khởi hành cho chuyến đi nhàn hạ quay trở lại San Diego. Trên đường đi, nó ghé qua Hampton Roads, Tampa, Florida và vịnh Guantánamo, Cuba, băng qua kênh đào Panama vào ngày 25 tháng 10, và đến San Diego vào ngày 8 tháng 11; nó quay trở lại Hải đội Dự bị Luân phiên vào ngày 19 tháng 12. Chiếc tàu chiến quay trở lại hoạt động thường trực vào tháng 5 năm 1935, thực hiện nhiệm vụ dọc theo bờ Tây Hoa Kỳ như một đơn vị của Đội khu trục 19. Vào cuối tháng 4 năm 1936, nó đi về phía Nam đến vùng kênh đào Panama tham gia các cuộc cơ động gắn liền với việc tập trung hạm đội hàng năm, vốn được tiến hành bên bờ Thái Bình Dương của bán đảo. Nó quay trở về San Diego vào đầu tháng 6 cho các hoạt động thường lệ trong một tháng trước khi rời vùng bờ Tây vào ngày 6 tháng 7.
Chuyến đi của Waters đến vùng quần đảo Hawaii nằm trong khuôn khổ việc bố trí Đội khu trục 19 đến Lực lượng Tàu ngầm kết hợp với việc thử nghiệm sonar. Vào khoảng đầu năm 1936, nó và các tàu chị em nhận được những thiết bị dò âm cao tần định hướng hiện đại nhất, cho phép một tàu khu trục có thể định vị chính xác hơn một tàu ngầm. Trước đó, sonar tốt nhất chỉ cho biết sự hiện diện của một tàu ngầm đâu đó gần tàu khu trục. Thiết bị mới cho phép ước lượng phương vị và khoảng cách của vật phản hồi, do đó giúp tăng xác suất thành công của các đợt tấn công bằng mìn sâu. Từ tháng 7 năm 1936 cho đến cuối tháng 6 năm 1939, Waters và đội của nó phối hợp với các đơn vị của Lực lượng Tàu ngầm trong các thử nghiệm nhằm phát triển kỹ thuật, qua đó biến những tiềm năng lý thuyết trở thành những học thuyết chống tàu ngầm hiệu quả. Nó rời khu vực Hawaii để quay về vùng bờ Tây vào ngày 20 tháng 6 năm 1939, đến San Diego mười ngày sau đó và được phân về Trường Huấn luyện Thủy âm. Cho đến khi Hoa Kỳ chính thức tham gia Chiến tranh Thế giới thứ hai, nó tham gia vào việc tiếp tục phát triển khả năng chống tàu ngầm của Hải quân qua việc huấn luyện kỹ thuật sonar cho sĩ quan và nhân viên vận hành sonar hạm đội.

### Thế Chiến II
Khi Hải quân Đế quốc Nhật Bản tung ra cuộc tấn công bất ngờ xuống Trân Châu Cảng vào ngày 7 tháng 12 năm 1941, Waters đang ở trong cảng San Diego và vẫn đang hoạt động cùng Trường Thủy âm. Nhận được tin tức về cuộc xung đột lúc 11 giờ 25 phút, nó lập tức chuẩn bị để ra khơi. Xế trưa hôm đó, chiếc tàu khu trục thực hiện chuyến tuần tra chống tàu ngầm kéo dài ba giờ ở các lối tiếp cận San Diego. Sang ngày 8 tháng 12, nó rời San Diego trong thành phần hộ tống cho chiếc Saratoga hướng đến Hawaii; sáu ngày sau, chiếc tàu sân bay cùng thành phần tháp tùng, Đội khu trục 50, tiến vào Trân Châu Cảng. Trong 10 ngày ở lại Oahu, nó thỉnh thoảng thực hiện các cuộc tuần tra tại các vùng biển tiếp cận cảng. Hai ngày trước lễ Giáng Sinh, nó lên đường quay trở về lục địa cùng một đơn vị đặc nhiệm hình thành chung quanh St. Louis, Helena và Raleigh. Nó hộ tống các tàu tuần dương về đến San Francisco vào ngày 29 tháng 12 và quay về San Diego vào ngày 30 tháng 12.

#### 1942
Sau một tháng tuần tra tại vùng bờ biển California, Waters rời nơi neo đậu tại San Diego vào ngày 31 tháng 1 năm 1942 để hướng lên phía Bắc, làm nhiệm vụ cùng lực lượng phòng thủ thuộc Quân khu Hải quân 13. Nó đi đến Bremerton, Washington vào ngày 5 tháng 2, và tiếp tục lên đường sáu ngày sau lên phía Bắc đến Alaska. Trong mười tháng tiếp theo sau, chiếc tàu khu trục hộ tống các tàu tiếp liệu đi lại từ Seattle, Washington đến các căn cứ dọc theo bờ biển Alaska và suốt theo chuỗi quần đảo Aleut. Nó sau đó được phân về lực lượng Tiền duyên biển Tây Bắc như một đơn vị thuộc Lực lượng Đặc nhiệm 8 để phòng thủ khu vực Alaska. Dù sao nhiệm vụ của nó cũng hầu như tương tự, khi nó tuần tra qua vùng biển lạnh giá Đông Bắc Thái Bình Dương giữa các cảng Kodiak, Dutch Harbor, Chernofski, Adak và Sitka, xen kẻ với những lần quay lại Seattle.
Nhu cầu cấp bách cho chiến dịch Guadalcanal, nơi cả hai phía không thể chiếm ưu thế áp đảo hoàn toàn trên mặt biển hay trên không, vốn cần thiết nhằm đảm bảo chiến thắng cho mọi hoạt động đổ bộ trong chiến tranh, đã nảy sinh nhu cầu phải gia tăng số lượng tàu vận chuyển cao tốc. Những tàu chiến lai này kết hợp những chức năng của tàu vận chuyển và tàu khu trục, được trang bị đầy đủ vũ khí để có thể tự vệ chống lại các tàu chiến nhỏ hơn đồng thời hỗ trợ binh lính nó chuyên chở với tốc độ đủ nhanh nhằm vượt thoát mọi tàu chiến được trang bị mạnh hơn. Các tàu khu trục sàn phẳng cũ giống như Waters là những tàu đầu tiên được cải biến nhằm đáp ứng vai trò này
Waters đi vào Xưởng hải quân Puget Sound vào ngày 19 tháng 12 năm 1942 để bắt đầu được cải biến, và đến cuối tháng đó được xếp lại lớp với ký hiệu lườn mới APD-8. Trong quá trình cải biến, các nồi hơi phía trước được tháo dỡ lấy chỗ cho binh lính mà nó chuyên chở, cũng như các ống phóng ngư lôi được tháo dỡ lấy chỗ chứa xuồng đổ bộ và các cần trục neo chúng. Cho dù con tàu giữ lại cấu hình bốn khẩu pháo chính, nó tráo đổi loại pháo đơn dụng 4 inch (102 mm) đã lạc hậu bằng kiểu pháo lưỡng dụng 3 inch (76 mm) hiện đại hơn. Việc phòng không được tăng cường bằng cách bổ sung nhiều khẩu 20 mm nòng đơn. Nó hoàn tất việc cải biến vào tháng 2 năm 1943 và quay trở lại San Diego vào ngày 10 tháng 2.

#### 1943
Waters khởi hành từ San Diego vào ngày 17 tháng 2 hướng đến khu vực Nam Thái Bình Dương. Sau một chặng dừng kéo dài năm ngày tại Trân Châu Cảng, nó tiếp tục hành trình và đã trình diện để hoạt động cùng Lực lượng Đổ bộ Nam Thái Bình Dương tại Noumea, New Caledonia vào ngày 21 tháng 3. Năm ngày sau, nó lên đường đi Espiritu Santo, đến nơi vào ngày hôm sau. Trong ba tuần lễ tiếp theo, chiếc tàu vận chuyển cao tốc thực hành huấn luyện đổ bộ tại Espiritu Santo cùng các đơn vị của Tiểu đoàn Biệt kích Thủy quân Lục chiến 4. Vào ngày 18 tháng 4, Waters hướng đến quần đảo Fiji, đi đến Suva hai ngày sau đó, tiếp nhận nhân sự và thiết bị thuộc Phi đoàn Tàu sân bay 11 và tiếp tục đi đến quần đảo Solomon ngang qua Espiritu Santo. Nó đi đến ngoài khơi Guadalcanal vào ngày 25 tháng 4, chất dỡ người và thiết bị rồi khởi hành cùng ngày hôm đó.
Trong chín ngày tiếp theo, nó thực hiện chuyến đi quay vòng đến Efate, rồi đến quần đảo Fiji, và từ đây quay trở lại Espiritu Santo, đến nơi vào ngày 4 tháng 5. Mười một ngày sau, Waters rời eo biển Segond lên đường đi đến Pago Pago tại Samoa thuộc Hoa Kỳ, nơi nó có một chặng dừng từ ngày 19 đến ngày 23 tháng 5. Chặng dừng tiếp theo là Auckland, New Zealand, từ ngày 29 tháng 5 đến ngày 5 tháng 6, nơi thủy thủ đoàn có một dịp nghỉ ngơi trên bờ cuối cùng trong một thời gian dài. Nó quay trở lại Nouméa vào ngày 8 tháng 6, rồi lại lên đường ngay ngày hôm sau cùng một đoàn tàu vận tải hướng đến khu vực Nam Solomon. Nó và các tàu tháp tùng đi đến ngoài khơi Guadalcanal vào ngày 14 tháng 6, và chiếc tàu vận chuyển cao tốc bắt đầu tuần tra tại khu vực neo đậu ngoài khơi Koli Point.
Sau khi đi đến khu vực Solomon, Waters trải qua gần một năm sau đó tham gia các hoạt động phù hợp với kiểu tàu của nó. Lực lượng phòng thủ Nhật Bản đã rút lui khỏi Guadalcanal ba tháng trước đó, và Hải quân, Thủy quân Lục chiến cùng Lục quân Hoa Kỳ sở hữu các căn cứ tương đối an toàn tại đảo này và dọc theo eo biển Đáy Sắt tại đảo Florida, nơi mà họ bắt đầu tiến dọc theo quần đảo Solomon về phía Bismarcks và Rabaul. Hoạt động từ vịnh Purvis thuộc đảo Florida, Waterschuyển quân và tiếp liệu lên phía Bắc trong nhiều cuộc đổ bộ chiếm đóng nhiều đảo thuộc khu vực trung tâm và Bắc quần đảo Solomon: New Georgia, Vella Lavella, đảo Bougainville, đảo Treasury và nhóm tiểu quần đảo Green. Sau khi cuộc tiến quân về phía Bismarcks được bắt đầu một cách tích cực, nó bắt đầu hỗ trợ cho cả các cuộc đổ bộ ban đầu lẫn các chiến dịch củng cố tiếp theo.
New Georgia, hòn đảo trung tâm của một chuỗi vốn cùng với Vella Lavella hình thành nên nhánh phía Nam của quần đảo Solomon, là bước tiếp theo của công cuộc chinh phục Rabaul. Trong khi chờ đợi việc tiến công hòn đảo vốn đặt kế hoạch vào cuối tháng 6, Waters tuần tra tại khu vực thả neo giữa Guadalcanal và đảo Florida. Vào ngày 16 tháng 6, nó có hoạt động tác chiến đầu tiên khi đánh trả các máy bay ném bom Nhật Bản đang thả một loạt bom ngay sát cạnh nó; hỏa lực phòng không chống trả của nó tỏ ra chính xác hơn đối thủ, bắn rơi được hai máy bay ném bon tấn công.
Bốn ngày sau nó được lệnh đi đến Guadalcanal để đón lên tàu năm sĩ quan và 187 người thuộc Tiểu đoàn Biệt kích Thủy quân Lục chiến 4, một phần của lực lượng được vội vã tập trung để chiếm đóng Segi Point trên bờ biển phía Nam của New Georgia. Lực lượng Nhật Bản đang tiến đến một vị trí, nơi một trinh sát viên duyên hải tên Kennedy duy trì một điểm quan sát; và Chuẩn đô đốc quyết định đi trước thời hạn mở màn giai đoạn Segi Point của chiến dịch New Georgia nhằm duy trì được bãi đổ bộ vốn được đặt kế hoạch dự định tại đây, đồng thời bảo vệ cho Kennedy và quân du kích người bản địa của ông. Waters và Dent băng qua "cái khe" (The Slot, tên lóng của eo biển New Georgia) trong đêm 20-21 tháng 6, và vào sáng sớm hôm sau băng qua vùng biển nông không được ghi chú trên bản đồ giữa New Georgia và Vangunu để đến Segi Point. Trong vòng không đầy hai giờ, hai chiếc tàu khu trục cho đổ bộ các hành khách trước khi trở ra khơi; và sau khi đi trở lại "cái khe" vào ban ngày, Waters và con tàu chị em quay trở lại Guadalcanal xế trưa hôm đó, rồi tiếp tục đi đến Purvis mà không gặp sự cố nào.
Vào ngày 25 tháng 6, Waters đi đến Guadalcanal để đón nhận thêm binh lính, lần này là lực lượng trinh sát "Barracudas" thuộc Sư đoàn Bộ binh 172. Cho đến ngày 29 tháng 6, nó thực tập đổ bộ tại vịnh Purvis, rồi hướng lên phía Bắc cho cuộc đổ bộ lên Rendova, một hòn đảo nhỏ phía Nam New Georgia đối diện trực tiếp với đảo Munda, mục tiêu chính của chiến dịch. Tuy nhiên, thời tiết xấu đã che khuất sự dẫn đường, nên lực lượng "Barracudas" đổ bộ cách 10 dặm (20 km) chếch về phía dưới địa điểm dự kiến. Vào lúc binh lính trở về tàu và di chuyển trở lên bãi đổ bộ chính, họ đổ bộ không gặp trở ngại nào trên một bãi đổ bộ đã được các đơn vị thuộc lực lượng đổ bộ chính kiểm soát. Waters hoàn tất việc chất dỡ, và đến 08 giờ 55 đã lại cùng với Dent vượt eo biển Blanche để quay trở lại vịnh Purvis, và thả neo tại đây vào xế chiều hôm đó.
Rendova được chiếm đóng chủ yếu như một bước đi đến mục tiêu chính Munda cũng như đường băng của nó, và cung cấp địa điểm cho hỏa lực pháo hạng nặng hỗ trợ và trạm trinh sát. Vào lúc binh lính bắt đầu chuyển từ Rendova đến Zanana, về phía Đông Munda Point, theo kế hoạch chiếm đóng, Waters đã đón nhận thêm nhiều binh lính từ Guadalcanal và cho đổ bộ họ lên bờ biển đối diện New Georgia. Nó rời Guadalcanal vào Ngày Độc lập, và vào sáng hôm sau đã cho đổ bộ họ lên bờ tại Rice Anchorage ở bờ biển phía Bắc hòn đảo. Lực lượng hỗn hợp mà nó đổ bộ, bao gồm các đơn vị Thủy quân Lục chiến và Lục quân, đã thành công trong việc cô lập và tiêu hao binh lính Nhật đồn trú tại Bairoko và Enogai Inlet, trong khi lực lượng phía Nam tập trung vào việc chiếm đóng Munda mà không lo bị can thiệp từ phía Bắc.
Trong mười ngày tiếp theo sau, Waters thực hiện thêm hai chuyến đi đến New Georgia chuyên chở lực lượng tăng viện và tiếp liệu, và quay trở về Guadalcanal với thương binh. Vào sáng ngày 13 tháng 7, sau các trận hải chiến ngoài khơi vịnh Kula và Kolombangara, nó hộ tống các tàu tuần dương Honolulu và St. Louis đi vào vịnh Purvis. Hai ngày sau, nó được lệnh hướng đến Vella Lavella về phía Tây Bắc New Georgia, để cứu vớt những người sống sót của tàu tuần dương Helena vốn bị đánh chìm trong trận chiến vịnh Kula. Nó đón lên tàu ba thông tín viên tại Koli Point và rời Guadalcanal vào 13 giờ 25 phút ngày 15 tháng 7, Lúc 22 giờ 58 phút đêm đó, nó bắt đầu tìm kiếm những gì còn sót lại của Helena, và đến 01 giờ 59 phút sáng ngày hôm sau đã hạ thủy những chiếc xuồng của nó để đi vào vịnh Paraso. Sau đó, nó di chuyển đến vịnh nhỏ Lambu Lambu, nơi các xuồng của nó vớt được 40 sĩ quan và thủy thủ của chiếc tàu tuần dương bị đánh chìm. Nó hoàn tất chiến dịch giải cứu lúc 04 giờ 50 phút và rời Vella Lavella để đi Guadalcanal. Nó đưa những người sống sót lên bờ tại Tulagi ngay sau 13 giờ 00 và thả neo tại vịnh Purvis một giờ sau đó.
Trong tháng tiếp theo, Waters vận chuyển tiếp liệu, lực lượng tăng cường và binh lính đồn trú từ Guadalcanal đến Rendova và New Georgia, và giúp triệt thoái những người thương vong để hỗ trợ cho việc bình định New Georgia, chiếm đóng các đảo nhỏ còn lại của nhóm đảo. Trong các hoạt động này, nó phục vụ cả như một tàu vận chuyển lẫn một tàu hộ tống cho những chiếc LST và LCI chậm hơn và vũ trang kém hơn, vốn cũng được thường xuyên huy động vào việc vận chuyển trong suốt các chiến dịch tại khu vực Tây Nam Thái Bình Dương. Vào giữa tháng 8, nó hướng trọng tâm sang một mục tiêu mới; Kolombangara, một đảo lớn về phía Tây Bắc New Georgia, có thể là bước tiếp theo trong con đường tiến đến Rabaul. Các chỉ huy Đồng Minh quyết định bỏ qua, hoặc "nhảy cóc", để cô lập một đơn vị trú phòng mạnh nhưng đơn độc này bằng cách chiếm Vella Lavella, đảo tiếp theo trên cánh phía Nam của chuỗi quần đảo Solomon.
Vì vậy, Waters và sáu tàu vận chuyển nhanh khác được chất đầy binh lính và thiết bị tại Guadalcanal vào các ngày 13 và 14 tháng 8. Hai đội vận chuyển khác bao gồm những chiếc LST và LCI chậm hơn đã khởi hành trước nó và các tàu chị em, vốn đã rời Guadalcanal ngay trước 16 giờ 00 ngày 14 tháng 8. Trong khi di chuyển ngược lên "cái khe", các tàu vận chuyển nhanh chuyển lên dẫu đầu các đoàn tàu, và đi đến ngoài khơi Vella Lavella lúc 05 giờ 29 phút sáng hôm sau. Do thiếu vắng một sự kháng cự có tổ chức từ phía Nhật Bản trên hòn đảo, binh lính từ Waters và các tàu vận chuyển nhanh khác đã thiết lập và củng cố được đầu cầu một cách nhanh chóng. Đến 07giờ 30 phút, nó di chuyển xuôi xuống "cái khe" về phía Guadalcanal và vịnh Purvis. Trong những giờ đầu tiên, máy bay đối phương tấn công các tàu vận chuyển; hỏa lực phòng không của Waters đã đối đầu với những kẻ tấn công, nhưng không bên nào ghi được chiến tích. Phần còn lại của chuyến đi an bình, và Waters thả neo tại vịnh Purvis lúc 21 giờ 33 phút đêm đó.
Trong hai tháng tiếp theo, Waters vận chuyển binh lính thay thế, lực lượng tăng viện và tiếp liệu đến New Georgia và Vella Lavella. Trong chặng quay trở về nó triệt thoái những người thương vòng, và sau khi cả hai hòn đảo được bình định và binh lính đồn trú đến nơi, bắt đầu triệt thoái những cựu binh dạn dày trong chiến đấu ra khỏi chiến dịch. Các hoạt động này đánh dấu việc khép lại giai đoạn miền Trung Solomon của chiến dịch nhằm cô lập Rabaul. Các hoạt động tiếp theo tập trung vào Bougainville, đảo lớn ở phía cực Bắc của Solomon. Để chuẩn bị cho cuộc chiếm đóng đảo này, Waters tham gia các cuộc đổ bộ mô phỏng huấn luyện tại bãi Kulum thuộc Guadalcanal vào ngày 26 tháng 10. Cuối ngày hôm đó, nó đón lên tàu binh lính New Zealand rồi lên đường đi ngược lên "cái khe" hướng đến đảo Treasury, hai đảo nhỏ nằm cách không xa về phía Nam Bougainville, địa điểm lý tưởng để tập trung các tàu nhỏ và các xuồng phóng lôi PT boat tuần tra. Chiếc tàu chiến đã cho đổ bộ binh lính thuộc lực lượng đổ bộ Treasury lên bờ vào ngày 27 tháng 10, rồi quay về phía Nam đến vịnh Purvis vào ngày 28 tháng 10.
Waters tiếp tục ở lại vịnh Purvis trong thời gian còn lại của tháng 10 và tuần đầu tiên của tháng 11, và vì vậy đã lỡ mất cuộc đổ bộ vào ngày 1 tháng 11 lên Bougainville tại mũi Torokina. Tuy nhiên, nó di chuyển đến Guadalcanal vào ngày 4 tháng 11 với những đơn vị thuộc thê đội hai, và di chuyển đến Bougainville. Nó tiến vào vịnh Nữ hoàng Augusta lúc 06 giờ 09 phút ngày 6 tháng 11 và cho đổ bộ hành khách của nó lúc 07 giờ 33 phút. Sau đó nó di chuyển ra khỏi vịnh để chiếm lấy vị trí tuần tra bên ngoài, giúp bảo vệ lối ra vào cho đến ngày hôm sau, khi nó lên đường quay trở lại vịnh Purvis.
Trong hai tuần lễ tiếp theo, Waters vận chuyển binh lính và thiết bị đi lại giữa Guadalcanal và Bougainville, đón binh lính lên tàu tại Guadalcanal và đưa họ lên bờ tại vịnh Nữ hoàng Augusta sau khi băng qua "cái khe", rồi quay trở lại với những người bị thương hướng đến Guadalcanal. Mọi chuyến đi hầu như đều diễn ra bình yên; tuy nhiên trong chuyến sau cùng, máy bay ném bom bổ nhào đối phương đã tấn công đoàn tàu ngay khi chúng đi đến ngoài khơi mũi Torokina lúc 07 giờ 55 phút ngày 17 tháng 11. Các khẩu đội phòng không trên tàu nhanh chóng nổ súng vào các kẻ tấn công, bắn rơi một chiếc máy bay Aichi D3A "Val" Nhật Bản. Giữa các đợt tấn công, Waters cho đổ bộ binh lính lên bờ, nhưng một đợt tấn công khác khiến nó phải trì hoãn việc đón nhận những người bị thương, vốn chỉ hoàn tất vào 08 giờ 45 phút. Nó ở lại ngoài khơi mũi Torokina cho đến 18 giờ 19 phút, khi hình thành nên một đoàn tàu hướng về phía Nam để quay trở lại Guadalcanal. Vào ngày 19 tháng 11, nó đưa những người bị thương đến bãi Kukum và quay trở về vịnh Purvis lúc khoảng 13 giờ 30 phút.
Sau mười một ngày trong cảng tại vịnh Purvis, Waters rời quần đảo Solomon lần đầu tiên kể từ khi đó đến khu vực này vào tháng 6. Vào ngày 1 tháng 12, nó khởi hành từ vịnh Purvis để đi Nouméa, đến nơi vào ngày 3 tháng 12. Hai ngày sau, nó lại nhổ neo để hộ tống cho Amy Lowell và Juan Cabrillo đi đến tận đảo Lady Elliot, rồi tiếp tục di chuyển độc lập đến Australia. Nó đi đến Sydney vào ngày 10 tháng 12, bắt đầu một đợt chín ngày nghỉ phép trên bờ và sửa chữa. Sáng ngày 20 tháng 12, khởi hành đi New Caledonia. Đến ngày 23 tháng 12, nó được lệnh gặp gỡ chiếc Walter Colton, để hộ tống đến Nouméa. Chiếc tàu chiến đi đến điểm hẹn gặp vào ngày trước lễ Giáng Sinh, bắt đầu một cuộc tìm kiếm Walter Colton kéo dài hai ngày nhưng không mang lại kết quả. Nó bỏ dỡ cuộc tìm kiếm và một mình đi đến Nouméa.

#### 1944
Bốn ngày sau Waters trở ra khơi, và vào ngày 30 tháng 12 năm 1943 đã tham gia hộ tống một đoàn tàu hướng đi Guadalcanal. Trên đường quay trở về Solomon, nó được lệnh tách khỏi đoàn tàu để bảo vệ cho Sea Barb. Nó gặp gỡ con tàu ngay ngày hôm đó, 5 tháng 1 năm 1944, hộ tống chiếc này đi đến Auckland, New Zealand an toàn, rồi khởi hành quay trở lại Nouméa, đến nơi vào ngày 9 tháng 1. Một tuần sau, nó vào ụ tàu để sửa chữa trong ba ngày, và một ngày sau khi rời ụ tàu, 20 tháng 1, chiếc tàu vận chuyển cao tốc quay trở lại Solomon, đi đến vịnh Purvis hai ngày sau đó.
Sau khi phục vụ một thời gian ngắn như tàu mục tiêu để thực hành cùng Lực lượng Đặc nhiệm 38 vào các ngày 24 và 25 tháng 1, Waters đi đến Guadalcanal vào ngày 28 tháng 1, nhận lên tàu một đội trinh sát cho cuộc đổ bộ lên quần đảo Green, một cặp đảo nhỏ về phía Bắc Buka và Bougainville. Nó khởi hành ngay ngày hôm đó đi ngược lên "Cái Khe"; và trên đường đi đã ghé qua Vella Lavella vào ngày 29 tháng 1 để đón thêm 112 sĩ quan và binh sĩ thuộc Tiểu đoàn 30 Lực lượng Commando New Zealand. Chiều tối hôm đó, chiếc tàu vận chuyển cao tốc và lính biệt kích tổng dợt thực hành đổ bộ tại Vella Lavella. Sáng hôm sau, nó lên đường cho chặng cuối của hành trình, đi đến Green khoảng nữa đêm hôm đó, và lính biệt kích đổ bộ lên đảo lớn hơn trong hai đảo, đảo Nissan, mà không gặp kháng cự. Lúc 01 giờ 20 phút ngày 31 tháng 1, Waters nhận được tin cuộc đổ bộ thành công; và chiều tối ngày hôm đó nó đi đến khu vực vận chuyển Nissan để đón đội trinh sát đã hoàn thành nhiệm vụ, hoàn tất trước bình minh ngày 1 tháng 2, và di chuyển ngược trở lại "Cái Khe". Cuối ngày hôm đó, nó và Hudson tách khỏi phần còn lại của đội đặc nhiệm để đưa các binh lính New Zealand đi đến Vella Lavella. Sau đó nó tiếp tục đi đến Guadalcanal, đến nơi vào ngày 2 tháng 2.
Sau khi tiễn các hành khách còn lại rời tàu tại Guadalcanal, Waters quay trở lại vịnh Purvis cho một lượt nghỉ ngơi kéo dài 11 ngày. Chiếc tàu vận chuyển cao tốc sau đó tiếp nối công việc như hai tuần trước. Nó đón binh lính lên tàu tại Guadalcanal vào ngày 13 tháng 2 và di chuyển lên hướng Tây Bắc ngược "Cái Khe", và sang ngày 14 tháng 2 đã dừng tại đón thêm binh lính lên tàu, hầu hết thuộc Tiểu đoàn 207 thuộc Sư đoàn 3 Bộ binh New Zealand, rồi tiếp tục đi đến Green cho cuộc chiếm đóng thực sự. Lúc 06 giờ 25 phút ngày 15 tháng 2, lực lượng đi đến ngoài khơi Nissan và bắt đầu cho đổ bộ lực lượng chiếm đóng. Lực lượng đối phương đồn trú nhỏ bé đã không kháng cự cuộc đổ bộ, và Waters hoàn tất phần nhiệm vụ của nó, rời khu vực lúc 08 giờ 46 phút, và về đến đảo Florida vào ngày 16 tháng 2. Từ ngày 18 đến ngày 21 tháng 2, nó thực hiện thêm một chuyến đi khứ hồi đến Green vận chuyển một nhóm hỗn hợp nhân sự của Hải quân, Lục quân và lực lượng New Zealand trước khi quay trở về vịnh Purvis cho thời gian còn lại của tháng.
Trong nữa đầu của tháng 3, Waters thực hiện thêm hai chuyến đi khác đến Green, ngang qua Bougainville, trước khi quay trở về vịnh Purvis vào ngày 16 tháng 3 để chuẩn bị cho việc chiếm đóng đảo Emirau. Lúc 06 giờ 30 phút ngày 17 tháng 3, nó chuyển từ đảo Florida đến Guadalcanal nơi nó đón lên tàu những đơn vị thuộc Sư đoàn 4 Thủy quân Lục chiến mới thành lập; và đến 18 giờ 00 đã băng qua eo biển Indispensable cùng với lực lượng tấn công Emirau, thực hiện hành trình hướng lên phía Tây Bắc quần đảo Solomons và New Ireland. Đến 06 giờ 15 phút ngày hôm sau, nó đi đến quần đảo St. Matthias và bắt đầu cho đổ bộ binh lính để tấn công Emirau, đảo cực Nam của nhóm đảo này; một lần nữa lực lượng từ Waters đổ bộ mà không gặp sự kháng cự. Chiếc tàu vận chuyển cao tốc hoàn tất việc đổ quân lúc 10 giờ 30 phút, và bắt đầu tuần tra tại khu vực vận chuyển đề phòng tàu ngầm đối phương. Cuối cùng lúc 19 giờ 30 phút chiều tối hôm đó, nó tập hợp lại cùng các con tàu cùng đội để quay trở lại phía Nam Solomon. Chiều tối ngày 22 tháng 3, lực lượng băng qua eo biển Indispensable, và đến sáng hôm sau vượt qua đảo Savo để trở về nơi neo đậu thường lệ, đi vào vịnh Purvis và thả neo lúc 11 giờ 30 phút.
Waters ở lại vịnh Purvis trong thời gian còn lại của tháng 3 và tuần đầu tiên của tháng 4. Vào ngày 8 tháng 4 nó rời khỏi nơi neo đậu, đón những hành khách tại Guadalcanal rồi lên đường đi Trân Châu Cảng cùng với chiếc Stringham. Nó có một chặng dừng ngắn tại Funafuti thuộc quần đảo Ellice vào ngày 11 tháng 4 và thả neo tại Trân Châu Cảng vào ngày 18 tháng 4. Khi công việc sửa chữa hoàn tất vào ngày 1 tháng 5, nó bắt đầu huấn luyện đổ bộ tại Kauai nhằm chuẩn bị cho các hoạt động tại quần đảo Mariana.
Vào ngày 21 tháng 5, trong khi Waters tiếp tục neo đậu tại Trân Châu Cảng, một tàu đổ bộ LST neo đậu gần nó phát nổ. Đám cháy lan nhanh đến các tàu neo đậu lân cận. Cho dù Waters không thể lên đường ngay lập tức để rời khỏi khu vực nguy hiểm, thủy thủ đoàn của nó đã phản ứng nhanh chóng để vận hành thiết bị chữa cháy và tưới nước các sàn tàu. Có thêm các vụ nổ khác xảy ra vào buổi xế trưa, tung một cơn mưa mảnh đạn lên nó và làm bị thương một người, nhưng con tàu chỉ bị hư hại nhẹ. Thủy thủ đoàn phản ứng với tình trạng khẩn cấp khi thả các xuồng và cứu vớt được 75 người sống sót từ các tàu LST neo đậu chung quanh bị ngập trong dầu và lửa. Đám cháy tiếp tục kéo dài trong hai ngày, nhưng nhanh chóng hoàn tất sửa chữa những hư hại chịu đựng, và tiếp tục huấn luyện đổ bộ nhằm chuẩn bị cho Chiến dịch Forager.
Vào ngày 28 tháng 5, Waters khởi hành từ  Trân Châu Cảng để đi vịnh Kawaihae, nơi nó đón lên tàu lực lượng Thủy quân Lục chiến vào ngày hôm sau. Cùng ngày hôm đó, nó gia nhập Lực lượng Đặc nhiệm 51 và khởi hành từ quần đảo Hawaii trên đường đi đến đảo san hô Eniwetok, điểm tập trung cho cuộc tấn công lên Saipan. Nó đi đến vũng biển Eniwetok lúc 09 giờ 00 ngày 8 tháng 6, và thả neo tại đây trong ba ngày. Đến ngày 11 tháng 6, Lực lượng Đặc nhiệm 52, đội tấn công phía Bắc, khởi hành từ Eniwetok để hướng đến khu vực quần đảo Mariana. Waters phục vụ như là soái hạm cho cả Đội vận chuyển 12 lẫn Đội đặc nhiệm 52.8 là đội đổ bộ phía Đông, bao gồm sáu tàu vận chuyển cao tốc. Đang khi dẫn đầu đội của nó trên đường tiếp cận Saipan, vào ngày 14 tháng 6, nó bắt được tín hiệu sonar một tàu ngầm  đối phương, và tấn công bằng mìn sâu lúc 22 giờ 00. Không tìm thấy tín hiệu đối phương sau cuộc tấn công, nó không thể xác nhận đã tiêu diệt mục tiêu, nhưng thủy thủ đoàn trông thấy một mảng dầu loang, xác định ít nhất đã gây hư hại cho tàu ngầm đối phương. Nó quay trở lại đội hình trước 23 giờ 00, và tiếp tục hành trình đi đến Saipan, đảo cực Bắc của quần đảo Mariana.
Lúc 05 giờ 10 phút, Waters bước vào trực chiến để chuẩn bị cho việc đổ bộ, và nó đi đến khu vực vận chuyển ngoài khơi phần thấp của bờ biển phía Nam Saipan. Nó được lệnh tuần tra 2.000 thước Anh (1,8 km) ngoài khơi khu vực đổ bộ, và dẫn đầu Đội vận chuyển 12 tiến vào vị trí vào khoảng 07 giờ 15 phút. Lực lượng tấn công bắt đầu tiến chiếm các bãi đổ bộ lúc khoảng 08 giờ 45 phút, nhưng binh lính Thủy quân Lục chiến của nó tiếp tục ở lại tàu trong suốt cả ngày và đêm 15 và 16 tháng 6 trong khi nó bảo vệ khu vực vận chuyển. Nó tiếp cận các tàu vận chuyển một lần lúc 18 giờ 35 phút để đánh trả một cuộc không kích, và sau đó bảo vệ cho chúng rút lui vào ban đêm. Khoảng 0800 ngày 16 tháng 6, nó cùng các tàu APD thuộc Đội vận chuyển 12 tiếp cận bãi Charon Kanoa và cho đổ bộ lực lượng: các thành viên thuộc Tiểu đoàn 1, Trung đoàn 2 Thủy quân Lục chiến. Đơn vị này nguyên được dự định đưa vào cuộc đổ bộ phụ trên bờ biển phía Đông ở vịnh Magicienne, nhưng phải được tung vào bãi đổ bộ chính do sự kháng cự quyết liệt bất ngờ của đối phương cũng như một trận hải chiến sắp diễn ra. Hoàn tất việc đổ quân lúc 08 giờ 58 phút, nó tập hợp các con tàu thành đội hình để bảo vệ các tàu đổ bộ. Nó đi đến địa điểm được phân công lúc 13 giờ 30 phút để thay phiên cho Bagley.
Waters tiếp tục ở lại ngoài khơi Saipan cho đến cuối tháng 6, hộ tống các tàu vận tải của Lực lượng Đặc nhiệm 51. Trong thời gian này, nó giúp đánh trả nhiều cuộc không kích, nhưng không tham dự trực tiếp vào Trận chiến biển Philippine diễn ra vào các ngày 19 và 20 tháng 6 năm 1944. Trước khi rời vùng biển Mariana vào ngày 2 tháng 7, nó còn thực hiện hai cuộc tấn công bất thành nhắm vào tàu ngầm và bắn phá các vị trí phòng thủ đối phương tại Tinian.
Vào ngày 2 tháng 7, Waters rời Mariana hộ tống Đội đặc nhiệm 51.4 đi Eniwetok. Đến nơi hai ngày sau đó, nó được nghỉ ngơi hai ngày trước khi rời vũng biển quay trở lại khu vực Mariana. Nó tiếp nối nhiệm vụ tuần tra khu vực vận chuyển ngoài khơi Saipan sau khi đi đến nơi vào ngày 12 tháng 7. Đêm hôm đó, nó hỗ trợ bắn pháo sáng và bắn pháo quấy phá lên Tinian gần Tinian Town, nhằm ngăn chặn những nỗ lực tập trung quân để tăng viện cho lực lượng trú phòng tại Saipan lân cận. Nó làm nhiệm vụ tuần tra chống tàu ngầm trong ngày 13 tháng 7, và sang ngày hôm sau lại rời Mariana để hộ tống cho Patuxent và Sea Cat đi Eniwetok. Sau khi đi đến nơi vào ngày 17 tháng 7, nó trải qua 11 ngày tiếp theo được sửa chữa, rồi khởi hành từ vũng biển vào ngày 28 tháng 7 để hộ tống một đội đặc nhiệm khác trên đường đến Saipan. Nó đi đến nơi hai ngày sau đó, tách khỏi đơn vị đặc nhiệm để tiến vào nơi neo đậu ngoài khơi Guam, vốn được lực lượng Hoa Kỳ chiến khi nó còn ở lại Eniwetok.
Sau ba ngày hộ tống các tàu vận chuyển tại vịnh Agat, Waters tham gia một đội đặc nhiệm được hình thành chung quanh các thiết giáp hạm Colorado và Pennsylvania, rồi đi đến Eniwetok vào ngày 6 tháng 8, qua đêm tại đây trước khi rời vũng biển hộ tống cho Colorado đi đến Trân Châu Cảng.
Waters đi đến Trân Châu Cảng vào ngày 12 tháng 8, để rồi lại lên đường sáu ngày sau đó, đi đến San Francisco vào ngày 22 tháng 8. Sau sáu tuần lễ được sửa chữa và cải biến, chiếc tàu vận chuyển cao tốc rời San Francisco vào ngày 7 tháng 10 để quay trở lại khu vực Hawaii. Sau khi đi đến Trân Châu Cảng vào ngày 14 tháng 10, nó lại được sửa chữa thêm để chuẩn bị cho việc huấn luyện cùng các đội phá hoại dưới nước (UDT), vốn bắt đầu vào cuối tháng 10. Nó hoàn tất việc huấn luyện vào đầu tháng 1 năm 1945, và vào ngày 10 tháng 1 đã rời Trân Châu Cảng cùng Đội đặc nhiệm 52.11, được hình thành chung quanh các thiết giáp hạm Texas và Nevada. Đội đặc nhiệm đi đến đảo san hô Ulithi vào ngày 23 tháng 1, nơi ở lại đây cho đến ngày 10 tháng 2, khi nó lên đường tham gia lực lượng tấn công lên Iwo Jima. Nó đi đến Mariana vào ngày 12 tháng 2, tiến hành các cuộc tổng dượt tại Saipan và Tinian rồi tiếp tục lên đường hướng đến cụm đảo Bonin-Volcano vào ngày 14 tháng 2.

### 1945
Waters đi đến ngoài khơi Iwo Jima sáng ngày 16 tháng 2 trong thành phần đội hỗ trợ hỏa lực. Trong ba ngày trước khi diễn ra cuộc đổ bộ, nó bảo vệ các thiết giáp hạm bắn phá khỏi các cuộc tấn công của tàu ngầm đối phương cũng như hỗ trợ các đội UDT trong việc trinh sát chuẩn bị các bãi đổ bộ. Vào ngày đổ bộ, nó gia nhập cùng các tàu vận chuyển và bảo vệ chúng trong quá trình đổ bộ. Con tàu ở lại vùng phụ cận Iwo Jima cho đến tuần lễ đầu của tháng 3, hỗ trợ các hoạt động UDT và tuần tra chống tàu ngầm Nhật Bản. Đến ngày 5 tháng 3, chiếc tàu vận chuyển cao tốc rời khu vực cùng với Đội vận chuyển 33 và một lực lượng bốn tàu hộ tống để hướng đến Guam. Nó chỉ ở lại đây trong một ngày đêm từ ngày 8 đến ngày 9 tháng 3, rồi lại có mặt tại Ulithi vào ngày 11 tháng 3 để bắt đầu chuẩn bị cho chiến dịch lớn cuối cùng trong Thế Chiến II, Chiến dịch Iceberg, nhằm chiếm đóng Okinawa.
Sau mười ngày trong vũng biển Ulithi, Waters rời đảo san hô vào ngày 21 tháng 3 gia nhập Đội đặc nhiệm 54.2, một phần của Lực lượng Bắn phá và Bảo vệ dưới quyền Chuẩn đô đốc M. L. Deyo, cho chuyến đi đến quần đảo Ryūkyū. Trong khi tiếp cận mục tiêu để bắn phá chuẩn bị, nó đã nổ súng nhắm vào một chiếc "Val" đang cố đâm vào Gilmer. Cho dù không trúng đích, hỏa lực phòng không của Waters cũng góp phần làm chiếc máy bay kamikaze đâm chệnh khỏi mục tiêu của nó 75 thước Anh (69 m). Trong suốt bốn ngày đổ bộ, nó hộ tống cho các thiết giáp hạm cũ trong khi chúng vô hiệu hóa hệ thống phòng thủ đồng thời hỗ trợ các hoạt động trinh sát UDT.
Trong tuần lễ đầu tiên của cuộc tấn công, Waters thực hiện tuần tra ngoài khơi các bãi đổ bộ. Vào ngày 6 tháng 4, nó phối hợp cùng tàu khu trục Morris bắn rơi một máy bay "Betty". Chiều tối hôm đó, một máy bay kamikaze đâm trúng Morris, và Waters vội vã tiến đến trợ giúp dập lửa đám cháy bùng phát trong vòng hai giờ. Hai ngày sau, Waters tiến vào  Kerama Retto để tiếp nhiên liệu và chợ đợi nhiệm vụ mới. Nó nhận mệnh lệnh vào ngày hôm sau bảo vệ Hải đội Quét mìn 3, và cho đến hết thời gian còn lại của tháng hỗ trợ các hoạt động quét mìn. Đến ngày 3 tháng 5, nó nhận nhiệm vụ quen thuộc bảo vệ khu vực vận chuyển chống tàu ngầm.
Ngày hôm sau, Waters gia nhập thành phần hộ tống cho một đoàn tàu hướng đến Ulithi; nhưng đến ngày 6 tháng 5, nó và Herbert được cho chuyển hướng đến vịnh Leyte, đến nơi vào ngày 8 tháng 5. Tại đây, họ đón một đoàn tàu LST và hố tống chúng đi Okinawa, đến nơi vào ngày 15 tháng 5. Sau bốn ngày tại Okinawa thường xuyên bị máy bay Nhật Bản tấn công, nó lại hộ tống một đoàn tàu vận tải quay trở về Saipan. Waters đến nơi vào ngày 24 tháng 5, được sửa chữa, rồi chuyển sang Guam vào ngày 5 tháng 6 để tháo dỡ các thiết bị UDT. Từ Guam nó đi đến Ulithi cho một đợt sửa chữa khác từ ngày 6 đến ngày 13 tháng 6; rồi đến ngày 17 tháng 6 lại lên đường cùng một đoàn tàu vận tải đi Okinawa, và sau hai ngày tại Kerama Retto, nó rời khu vực quần đảo Kyuryu lần cuối cùng.
Trong chuyến đi này, Waters bắn những phát đạn cuối cùng trong chiến tranh vào ngày 24 tháng 6, khi nó thả một loạt mìn sâu do phát hiện tin hiệu âm thanh dưới nước của đối phương. Sau đó nó mất liên lạc và tiếp tục cuộc hành trình. Sau các chặng dừng tại Saipan, Eniwetok và Trân Châu Cảng, con tàu về đến San Pedro, California vào ngày 21 tháng 7. Không lâu sau đó, nó bắt đầu được đại tu tại xưởng tàu của hãng Western Steel & Pipe Company; và từ ngày 2 tháng 8, nó mang trở lại ký hiệu lườn cũ DD-115. Chiến tranh kết thúc vào ngày 14 tháng 8, khi nó vẫn đang trong xưởng tàu, và sang tháng 9, nó được chuyển đến đảo Terminal nơi công việc đại tu chuyển thành việc chuẩn bị ngừng hoạt động. Chiếc tàu chiến kỳ cựu từng trải qua hai cuộc thế chiến được cho ngừng hoạt động tại đảo Terminal vào ngày 12 tháng 10 năm 1945. Tên nó được rút khỏi danh sách Đăng bạ Hải quân vào ngày 24 tháng 10 năm 1945, và nó bị bán để tháo dỡ vào ngày 10 tháng 5 năm 1946.

## Phần thưởng
Waters được tặng thưởng bảy Ngôi sao Chiến trận do thành tích phục vụ trong Thế Chiến II.